# Brachymeria rufifemur
Brachymeria rufifemur är en stekelart som först beskrevs av Girault 1913.  Brachymeria rufifemur ingår i släktet Brachymeria och familjen bredlårsteklar. Inga underarter finns listade.